# Andrea Norheim
Andrea Norheim (Noruega; 30 de enero de 1999) es una futbolista noruega. Juega como delantera y su equipo actual es el Avaldsnes IL de la Toppserien de Suecia.

## Clubes
| Club              | País    | Año             |
| ----------------- | ------- | --------------- |
| Klepp IL          | Noruega | 2014 - 2016     |
| Olympique de Lyon | Francia | 2016 - 2018     |
| Piteå IF          | Suecia  | 2018 - 2019     |
| Avaldsnes IL      | Noruega | 2020 - presente |

## Palmarés

### Campeonatos nacionales
| Título          | Club              | País    | Año     |
| --------------- | ----------------- | ------- | ------- |
| Division 1      | Olympique de Lyon | Francia | 2016-17 |
| Copa de Francia | Olympique de Lyon | Francia | 2016-17 |

### Campeonatos internacionales
| Título            | Equipo            | Sede  | Año     |
| ----------------- | ----------------- | ----- | ------- |
| Liga de Campeones | Olympique de Lyon | Gales | 2016-17 |